# Driloleirus
Driloleirus một chi giun đất trong họ Megascolecidae.
Chi chứa 2 loài:
- Driloleirus americanus – sâu đất khổng lồ Palouse, sâu đất khổng lồ Washington
- Driloleirus macelfreshi – sâu đất khổng lồ Oregon